# Рогатка глибоководна
Рогатка глибоководна (Myoxocephalus thompsonii) — вид скорпеноподібних риб родини Бабцеві (Cottidae).

## Поширення
Прісноводний вид, мешкає на великій глибині у воді з низькою температурою. Ареал простягається від Великого Ведмежого озера до   Великих озер. 

## Опис
Це риби дрібного розміру, сягають 10-15 см завдовжки, максимум до 23 см. Вага у середньому сягає близько 25 г. Тіло сіро-коричневе з темнішими плямами та білим черевом.

## Біологія
Мешкає у великих озерах на глибині 60-150 м та температурі 5 ﾟC. Живиться дрібними ракоподібними та водяними комахами, які відшукує на дні. Про розмноження нічого не відомо. Статевозрілою самиця стає у віці 3 роки. 